# Казале (Ређо Емилија)
Казале је насеље у Италији у округу Ређо Емилија, региону Емилија-Ромања.
Према процени из 2011. у насељу је живело 467 становника. Насеље се налази на надморској висини од 699 м.